# Женский взгляд
«Женский взгляд» — телепрограмма-портрет Оксаны Пушкиной, в которой знаменитости рассказывают о себе и своих творческих и иных планах, а также приводятся сведения самой ведущей из их биографий. Выходила на НТВ с 30 октября 1999 по 1 февраля 2013 года, сначала по субботам или пятницам вечером и по воскресеньям в 16:25, затем по субботам в это же время, ближе к концу существования — в четверг поздно вечером либо в пятницу утром или также поздно вечером.

## История
Программа появилась осенью 1999 года спустя некоторое время после ухода Оксаны Пушкиной из телекомпании ВИD: её не устраивали контроль над подбором героев для программы «Женские истории» и низкая зарплата. Создавался проект при непосредственном участии главного продюсера НТВ Александра Левина. Первый выпуск, героиней которого стала Тамара Гвердцители, состоялся 30 октября 1999 года.
Героями передачи становились актёры, режиссёры, певцы, композиторы, спортсмены, политики и другие известные люди, которые в беседе с ведущей рассказывали о своём жизненном пути и творчестве, семье и планах на будущее. Кроме них, ведущая брала интервью и у членов их семей, фрагменты из которых также приводились в программе. Сопровождался показ интервью краткими рассказами ведущей из биографий личностей, которым посвящался выпуск передачи. Программа быстро завоевала популярность у телезрителей. Также в эфир периодически выходили праздничные выпуски «Женского взгляда», отличавшиеся от обычных по содержанию. Такие выпуски передачи, как правило, были приурочены к Новому году, 8 марта или же юбилею со дня первого выхода программы в эфир. По окончании эфира «Женского взгляда» демонстрировались титры с указанием съёмочной группы. Слева от титров показывалось слайд-шоу с различными изображениями цветов.
В 2001 году, после смены собственника у НТВ, программа была одним из немногих старых телепроектов, оставшихся на телеканале и не ушедших на телеканал ТВ-6. Первое время выходили повторы старых выпусков, а с сентября в эфир стали выходить и новые.
После изменения руководства на НТВ тематика выпусков программы «Женский взгляд» существенно расширилась. Помимо интервью с деятелями культуры, под данной заставкой стали чаще показываться сюжеты о громких разводах и скандалах в известных семьях (Алексей и Елена Мордашовы, Игорь Николаев и Наташа Королёва), а также портреты пророссийски или провластно настроенных политических деятелей (Виктор Янукович, два раза Рамзан Кадыров, Елена Драпеко), что неоднократно отмечалось в различных печатных и сетевых СМИ. При старом руководстве канала объектами исследования «Женского взгляда» могли быть также оппозиционные российские политики и общественные деятели (Валерия Новодворская и Борис Немцов, в 2000 году). В июне 2005 года в эфир вышла программа, в которой ведущая рассказывала о собственном неудачном опыте пластической хирургии с применением препарата рестилайн-перлайн. Иногда героями могли становиться зарубежные деятели политики и культуры (Леонид Кучма, Милла Йовович, Александр Квасьневский, Дэвид Копперфильд, Томас Андерс, Кристофер Рив).
В 2002—2004 годах программа неоднократно пародировалась в шоу «О.С.П.-студия» под названием «Женские истерики с Татьяной Лазаревой», а в 2009 году она была спародирована в одном из выпусков пародийного шоу «Большая разница». Одним из предметов юмора в пародии послужила чрезмерная актёрская игра Пушкиной во вступительных подводках «Женского взгляда». Реакция на пародию со стороны ведущей программы была положительной, и после выхода в эфир пародии ей даже пришлось внести небольшие изменения в стиль ведения программы.
В выпуске 2010 года с актрисой Светланой Светличной ведущая устроила встречу на Ваганьковском кладбище у могилы её мужа с сыном Алексеем, с которым она долгое время не общалась. Во время этой встречи мать и сын помирились.

## Закрытие
Последний выпуск программы вышел 1 февраля 2013 года, после чего она была закрыта в связи с возвращением Оксаны Пушкиной на «Первый канал», где она стала вести свой новый проект «Я подаю на развод». Так как «Женский взгляд» был авторской программой Оксаны Пушкиной, дальнейший его выход с другими ведущими на телеканале НТВ рассматривать не стали.

## Критика
Автор статьи в «Комсомольской правде» Леонид Захаров отмечал следующее:

Становится жалко и саму Оксану, и её персонажей. Внимания, с точки зрения Пушкиной, заслуживают только те люди, которые много страдали, от которых уходили жёны/мужья, от которых отворачивались друзья и начальство, но они, несмотря ни на что, шли вперёд — к участию в передаче «Женский взгляд». Вероятно, в версии Пушкиной даже участники «О.С.П.-Студии» оказались бы фигурами трагическими. При этом сделано всё настолько профессионально, что герои передачи начинают вызывать самое искреннее сочувствие. В Пушкиной пропадает великий имиджмейкер, на неё давно пора обратить внимание политтехнологам.

Схожего мнения придерживается и автор другой статьи, Рогнеда Смирнова («Независимая газета»)

Оксана Пушкина «глубоко» проникает в душу своих героев, попутно демонстрируя и свои собственные замечательные качества: «Ах, как „я“ сочувствую моему герою, как „я“ его жалею, как „я“ его понимаю». Однако дальше душевности светской гостиной не продвигается: её истории похожи одна на другую и все вместе — на «мыльный» сериал. Её традиционная героиня — знаменитая, богатая, красивая, лучше — бальзаковского возраста, возможно, бывшая Золушка, ставшая принцессой, но и в «принцессной» жизни столкнувшаяся прямо-таки с немыслимыми трудностями. Словом, у кого суп пустой, а у кого жемчуг мелкий, или и «богатые тоже плачут».